# オオキヌタソウ
オオキヌタソウ（大砧草、学名：Rubia chinensis f. mitis）は、アカネ科アカネ亜科アカネ属の多年草。

## 特徴
地下茎は細く、匍匐する。群生せず孤立して生えることが多い。茎は直立して、高さは30-60cmになり、4稜があり、稜に鉤状の刺はない。葉は4個が輪生するが、この葉は2個の本来の対生する葉と２個の葉状の托葉となる。葉身は紙質で、長さ6-10cm、幅2-5cm、卵形または広披針形で、先は鋭頭、基部は円形または浅い心形となって、長さ0.5-2cmになる葉柄がある。葉に5-7個の葉脈があり、ほぼ無毛かごくまばらに短毛が生える。
花期は5-7月。茎先および茎上部の葉腋に集散花序をつけ、多数の花をまばらにつける。花柄は細く、長さ1-5mmになり、毛はない。萼筒は鐘形で、長さおよび径は0.8-1mmになり、無毛。花冠は杯状で、径3-4mmになり、緑白色で先は4-5裂し、裂片は三角形または卵形で、長さ1.5-2mmになる。花冠裂片はつぼみ時には敷石状にたたまれる。 雄蕊は5個ある。子房は2室に分かれ、各室に1個の胚珠がある。花柱は2裂する。果実は2個の分果からなり、各分果に1個の種子がある。分果は径4-6mmの球形の液果で、黒色に熟す。分果の片方は不熟に終わることが多い。

## 分布と生育環境
日本では北海道、本州、四国、九州に分布し、山地の林中に生育する。世界では、朝鮮半島、中国大陸東北部に分布する。

## 名前の由来
和名オオキヌタソウは「大砧草」の意で、全体に同科ヤエムグラ属に属するキヌタソウ Galium kinuta に似るが、比べるとはるかに大型なのでこの名がついた。
種小名（種形容語）chinensis は、「中国の」の、品種名 mitis は、「柔和な、温和な」の意味。シノニム群の変種名 pedicellata は、「小花柄のある」の、glabrescens は、「やや無毛の」の意味。

## 種の保全状況評価
国（環境省）のレッドデータブック、レッドリストの選定はない。
都道府県のレッドデータブック、レッドリストの選定は次の通り。
| - 岩手県-Bランク - 宮城県-準絶滅危惧(NT) - 秋田県-絶滅危惧IB類(EN) - 福島県-絶滅危惧IA類(CR) - 群馬県-絶滅危惧IA類(CR) - 埼玉県-絶滅危惧II類(VU) | - 神奈川県-絶滅危惧IA類(CR) - 石川県-絶滅危惧II類(VU) - 福井県-要注目 - 愛知県-絶滅危惧IB類(EN) - 三重県-絶滅危惧IA類(CR) - 滋賀県-分布上重要種 | - 京都府-絶滅危惧種 - 大阪府-絶滅危惧II類 - 兵庫県-Bランク - 奈良県-絶滅危惧種 - 和歌山県-絶滅危惧II類(VU) - 鳥取県-準絶滅危惧(NT) | - 山口県-絶滅危惧II類(VU) - 徳島県-絶滅危惧I類(CR) - 愛媛県-準絶滅危惧(NT) - 福岡県-絶滅危惧IA類(CR) - 長崎県-絶滅危惧I類(CR+EN) - 宮崎県-準絶滅危惧(NT-r,g) |

## ギャラリー

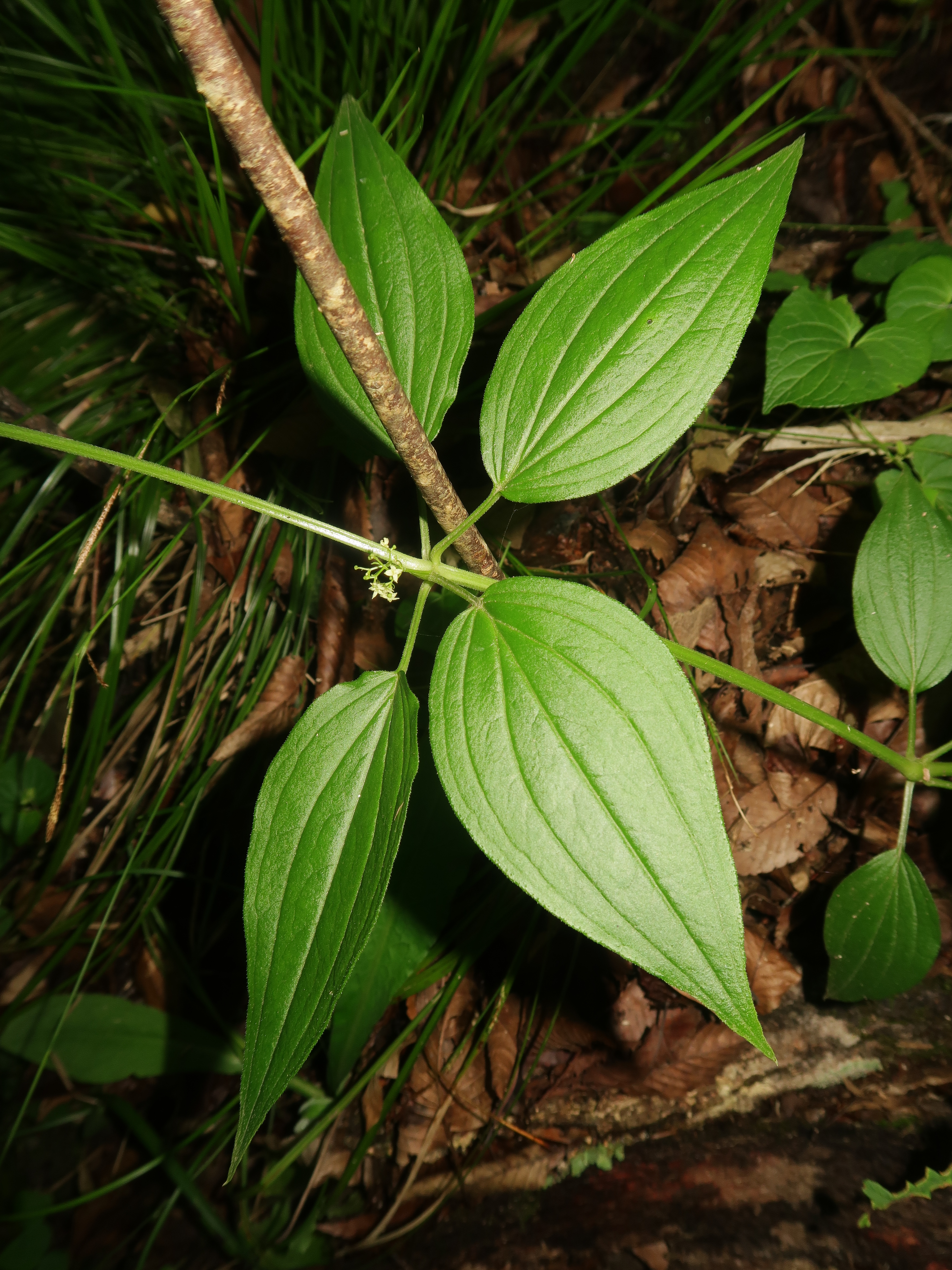
葉は4個が輪生するが、この葉は2個の本来の対生する葉と２個の葉状の托葉となる。茎に刺はない。
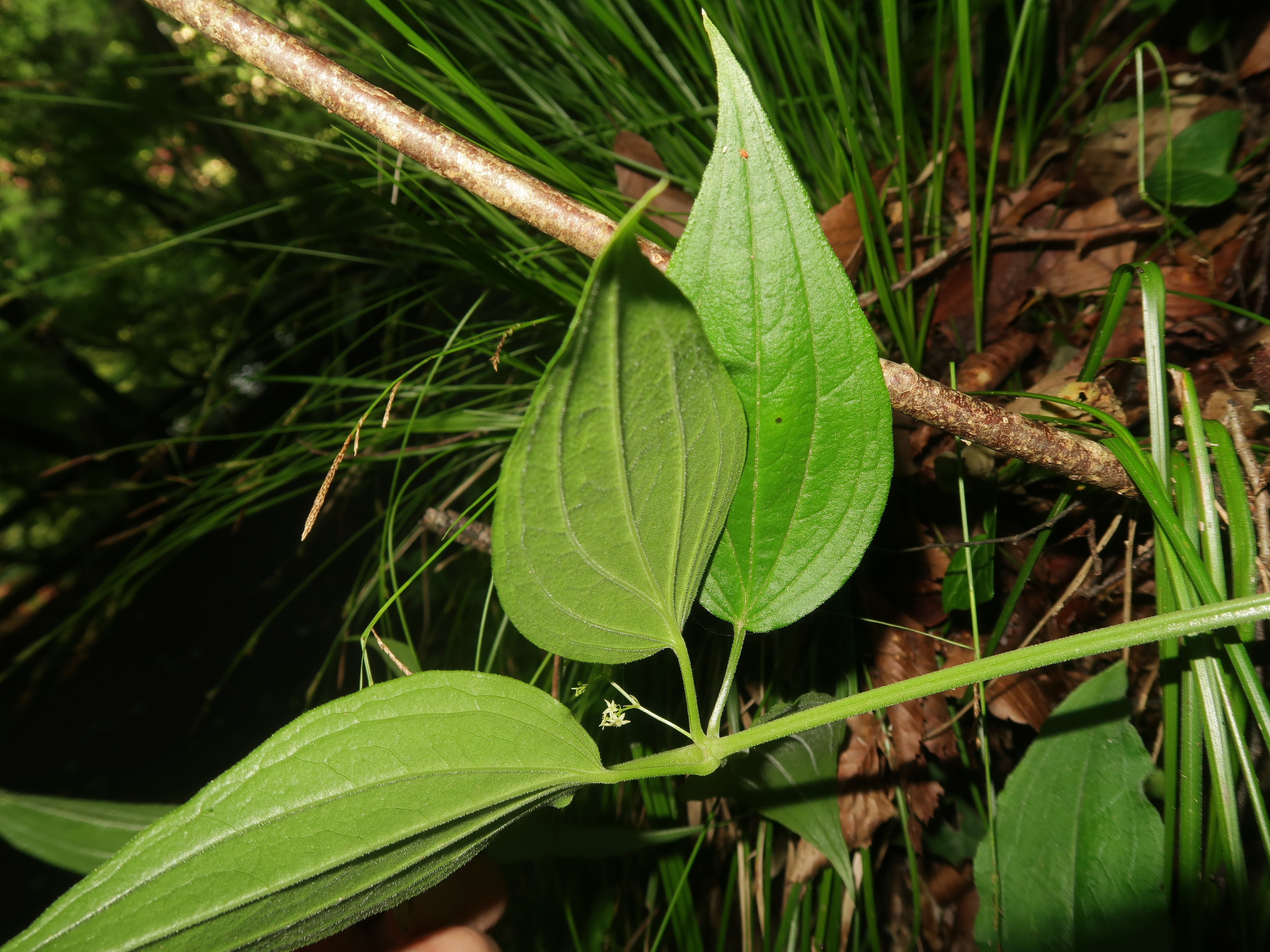
葉の先は鋭頭、基部は円形または浅い心形となって、明瞭な葉柄がある。葉に5-7個の葉脈があり、ほぼ無毛かごくまばらに短毛が生える。
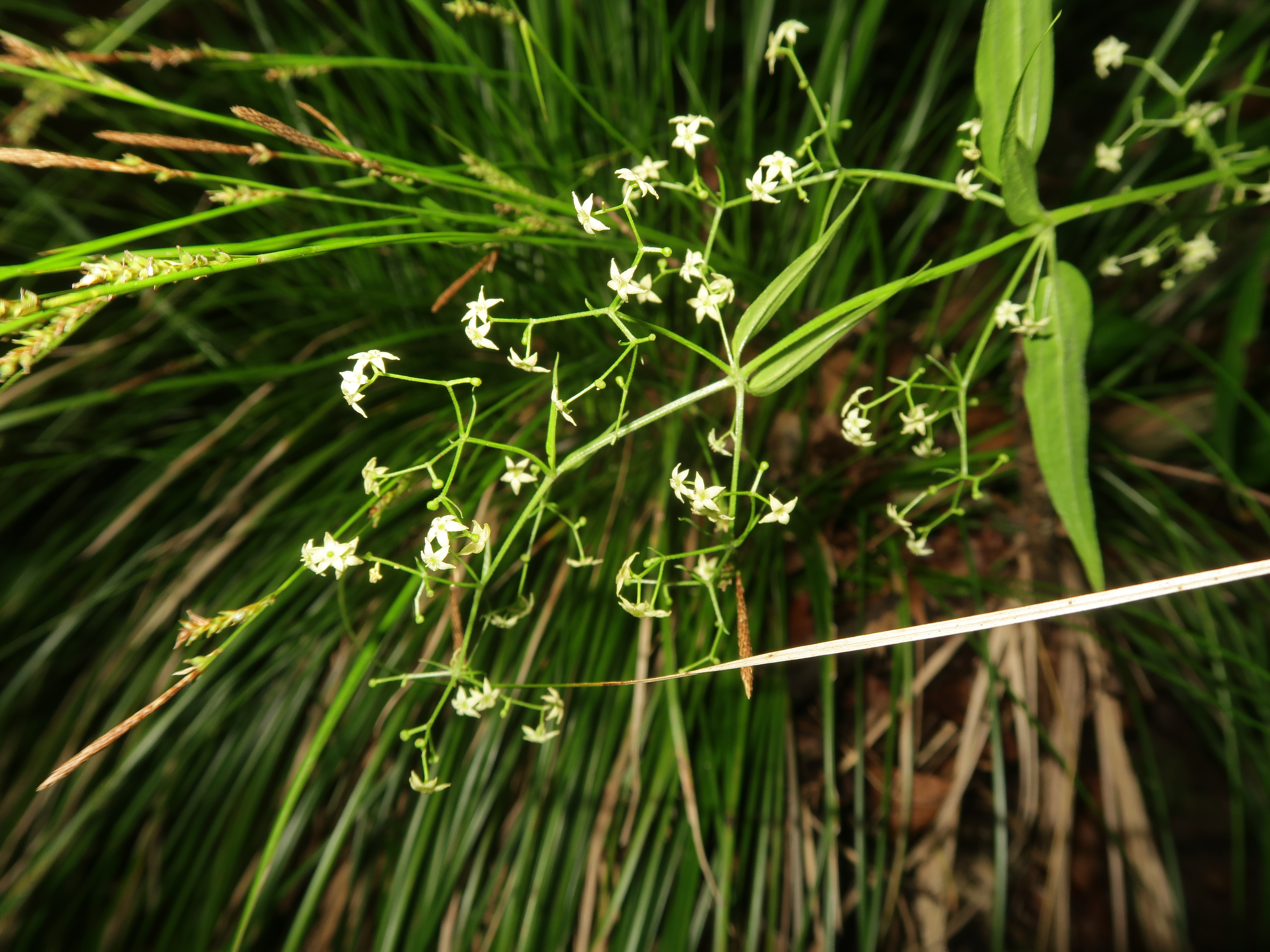
茎先および茎上部の葉腋に集散花序をつけ、多数の花をまばらにつける。
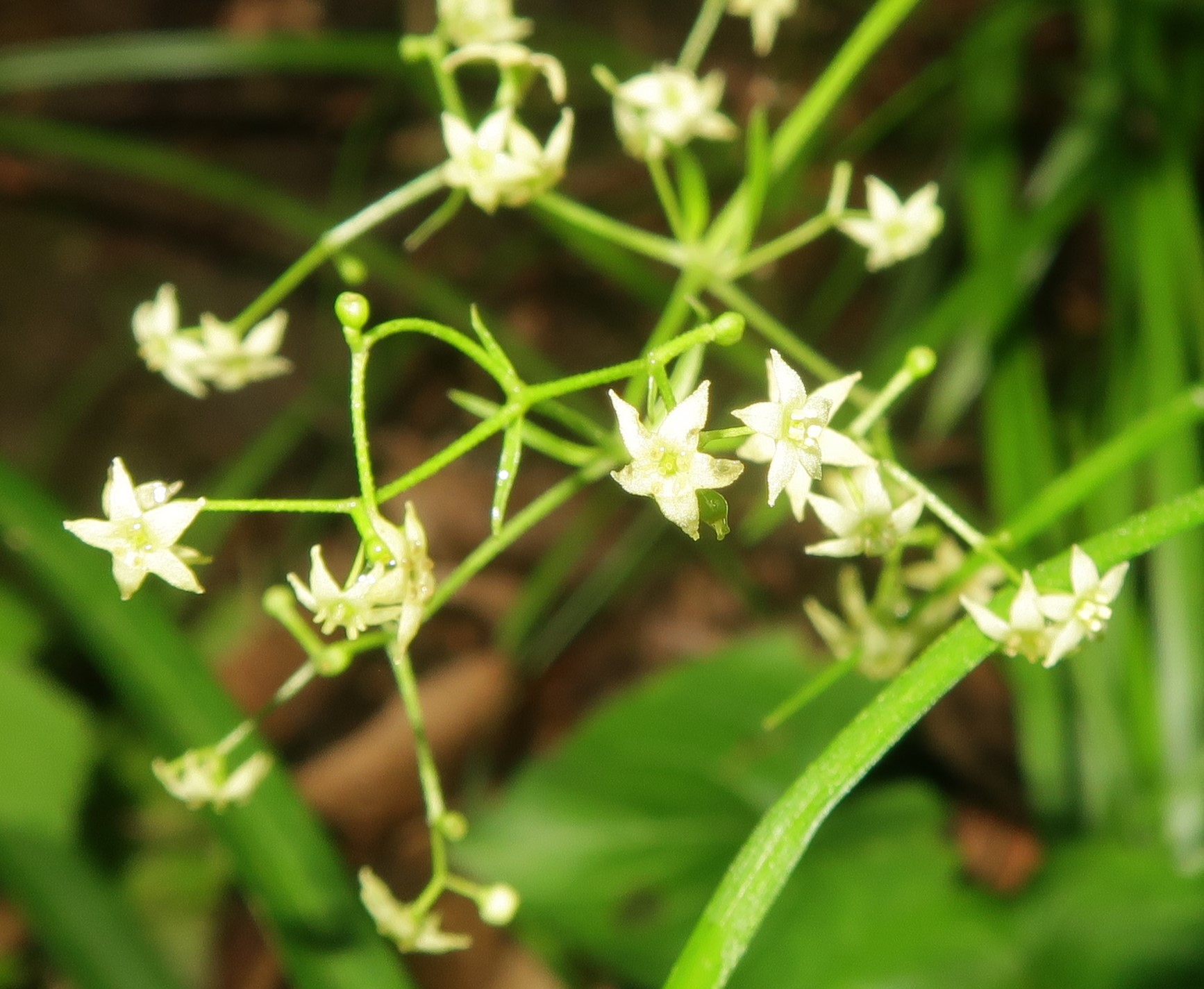
花柄は細く、毛はない。花冠は緑白色で先は4-5裂し、裂片は三角形または卵形になる。

## マンセンオオキヌタソウ
マンセンオオキヌタソウ Rubia chinensis Regel et Maack f. chinensis - 本種の分類上の基本種で、茎や葉に曲がった毛がやや密に生える。日本では本州中部地方に分布し、世界では、朝鮮半島、中国大陸東北部・北部、アムール、ウスリーに分布する。

## 分類
日本に分布するアカネ属のうち、本種とアカネムグラ Rubia jesoensis は、茎がつる性にならず直立する。本種の茎には刺はなく、葉の基部に明瞭な葉柄があり、アカネムグラの茎には下向きの小さな刺があり、葉の基部がしだいに狭まって不明瞭な葉柄となる。その他のアカネ属のアカネ R. argyi、オオアカネ R. hexaphylla、クルマバアカネ R. cordifolia var. lancifolia は、茎がつる性となって茎に下向きの鉤状の刺があり、葉に葉柄がある。